# Jukka Vilander
Jukka Vilander (* 27. November 1962 in Naantali) ist ein ehemaliger finnischer Eishockeyspieler, der von 1979 bis 1999 für TPS Turku in der SM-liiga sowie Esbjerg IK in der AL-Bank Ligaen gespielt hat.  

## Karriere
Jukka Vilander begann seine Karriere als Eishockeyspieler bei TPS Turku, für die er in der Saison 1979/80 sein Debüt in der SM-liiga gab. Mit Turku wurde Vilander in den Jahren 1982, 1985 und 1994 jeweils Vizemeister und wurde er in den Jahren 1989, 1990, 1991, 1993 und 1994 mit seinem Team Finnischer Meister. Zudem erreichte der Angreifer in der Saison 1990 den zweiten Platz im Europapokal mit Turku hinter dem sowjetischen Klub HK ZSKA Moskau. Drei Jahre später, in der Saison 1993/94, setzte sich Vilander mit seiner Mannschaft gegen den russischen Konkurrenten HK Dynamo Moskau im Finale um den Europapokal mit 4:3 durch. Nachdem Vilander in der Saison 1994/95 mit dem Eishockey pausiert hatte, setzte er seine Laufbahn in der dänischen AL-Bank Ligaen fort, wo er mit Esbjerg IK 1996 Dänischer Meister wurde und 1998 seine Karriere endgültig beendete.

### International
Für Finnland nahm Vilander an den A-Weltmeisterschaften 1986, 1989 und 1990 teil.

## Erfolge und Auszeichnungen
| - 1982 Finnischer Vizemeister mit TPS Turku - 1985 Finnischer Vizemeister mit TPS Turku - 1987 Fairster Spieler der SM-liiga - 1988 Fairster Spieler der SM-liiga - 1989 Finnischer Meister mit TPS Turku - 1989 Kultainen kypärä - 1989 Bester Torschütze der SM-liiga - 1989 Beste Plus/Minus-Wertung der SM-liiga - 1989 Fairster Spieler der SM-liiga | - 1990 Finnischer Meister mit TPS Turku - 1990 2. Platz beim Europapokal mit TPS Turku - 1990 SM-liiga Second All-Star-Team - 1991 Finnischer Meister mit TPS Turku - 1993 Finnischer Meister mit TPS Turku - 1993 Europapokal-Gewinn mit TPS Turku - 1994 Finnischer Vizemeister mit TPS Turku - 1996 Dänischer Meister mit Esbjerg IK |